# Novica Tadić
Novica Tadić (Smriječno kod Plužina, 17. srpnja 1949. – Beograd, 23. siječnja 2011.), srpski i crnogorski pjesnik. 

## Životopis
Novica Tadić rodio se u malom selu Smriječno kod Plužina u Crnoj Gori, 1949. godine. Gimnaziju je završio u Nikšiću, a potom upisuje Filozofski fakultet Sveučilišta u Beogradu, gdje je apsolvirao na grupi za filozofiju. Bio je urednik "Književne reči" (10 godina), "Vidika", glavni i odgovorni urednik u Izdavačkom poduzeću "Rad" te glavni urednik "Književne kritike".
Pjesme su mu prevođene na engleski i francuski, a zastupljen je u mnogim antologijama srpske i svjetske poezije.

## Djela
Popis zbirki pjesama koje je objavio:
- "Prisustva", (1974.)
- "Smrt u stolici", (1975.)
- "Ždrelo", (1981.)
- "Ognjena kokoš", (1982.)
- "Pogani jezik", (1984.)
- "Ruglo", (1987.)
- "Pesme", (1988. i 1989.)
- "O bratu, sestri i oblaku", (1989.)
- "Ulica", (1990.)
- "Noćna svita", (1990.)
- "Kobac", (1990.)
- "Kraj godine", (1993.)
- "Napast", (1994.)
- "Potukač", (1994.)
- "Ulica i potukač", (1999.)
- "Nepotrebni saputnici", (1999.)
- "Okrilje", (2001.)
- "Tamne stvari", (2003.)
- "Neznan", (2006.)
- "Lutajući oganj", (2007.)

## Nagrade
Za svoju poeziju dobio je brojne nagrade:
- "Ljubiša Jocić"
- "Milan Rakić"
- "Stanislav Vinaver"
- "Zmajevu nagradu Matice srpske"
- "Disovu nagradu"
- "Branko Ćopić"
- "Đura Jakšić".

Za zbirku pjesama "Neznan", koja je proglašena za najbolju knjigu u 2006. godini, dobio je književnu nagradu "Meša Selimović" koja se dodjeljuje u Srbiji od 1988. godine.

## Vanjske poveznice
- (srp.) E-novine: Preminuo Novica Tadić  Arhivirana inačica izvorne stranice od 23. ožujka 2011. (Wayback Machine)
- (srp.) Blic: Umro pesnik Novica Tadić